# Naked Cowboy
Robert John Burck (nascido em 23 de dezembro de 1970), mais conhecido pelo pseudônimo "Naked Cowboy" (caubói nu, em tradução livre), é um performer e artista de rua trajando apenas chapéu, cueca e botas brancas que posa com os turistas na Times Square, em Nova Iorque. Em 2009 anunciou sua candidatura para prefeito de Nova York.